# رادات (القفر)

تعديل مصدري - تعديل

رادات هي إحدى قرى عزلة بني مسلم بمديرية القفر التابعة لمحافظة إب، بلغ تعداد سكانها 164 نسمة حسب تعداد اليمن لعام 2004ويسكنها ثلاث أسر قبيلة بني الخوداني وقبيلة بني الدهمي وقبيلة بني راجح .